# Brésil aux Jeux paralympiques d’été de 2008
Le Brésil a participé aux Jeux paralympiques d'été de 2008 à Pékin (Chine). 188 athlètes l'ont représenté dans 17 disciplines. Le porte-drapeau durant la cérémonie d'ouverture a été Antonio Tenorio Silva. Le Brésil a fini 9e au classement des médailles avec 16 médailles d'or, 14 d'argent et 17 de bronze pour 47 médailles au total.

## Médaillés brésiliens

### Médailles d'or
| Sport               | Discipline         | Sportifs     | Performance   |
| Médailles d'or : 16 |                    |              |               |
| Natation            | 100 m libre S5     | Daniel Dias  | 1 min 13 s 35 |
| Natation            | 100 m papillon S10 | André Brasil | 56 s 14       |
| Natation            | 50 m dos S5        | Daniel Dias  | 35 s 28       |

### Médailles d'argent
| Sport                   | Discipline | Sportifs      | Performance |
| Médailles d'argent : 14 |            |               |             |
| Judo                    | - 48 kg    | Karla Cardoso |             |

### Médailles de bronze
| Sport                    | Discipline | Sportifs          | Performance |
| Médailles de bronze : 17 |            |                   |             |
| Judo                     | - 52 kg    | Michelle Ferreira | Ippon       |
| Judo                     | - 57 kg    | Daniele Silva     |             |
| Hippisme                 |            | Marcos Alves      | 67.714 pts  |